# Monsoon Wedding
Monsoon Wedding ist ein Film der Regisseurin Mira Nair und wurde im September 2000 in Neu-Delhi, Indien gedreht.

## Handlung
Fünf Handlungsstränge bilden das Grundgerüst von Monsoon Wedding, dessen Kern die Hochzeit von Aditi ist, zu der Verwandte der Punjabi-Familie Verma aus allen Teilen der Welt anreisen.
Nachdem ihre Affäre mit dem verheirateten Fernsehproduzenten Vikram, der zudem noch ihr Chef ist, geendet hat, willigt Aditi ein, Hemant, einen im texanischen Houston lebenden Inder, zu heiraten. Ganz will sie Vikram aber noch nicht aufgeben und beschließt, ihn noch einmal zu treffen.
Für Aditis Eltern, Lalit und Pimmi, die eine typische arrangierte Ehe führen, werden die nervenaufreibenden Hochzeitsvorbereitungen wieder einmal zu einem Beweis dafür, wie sehr sie sich aufeinander verlassen können.
P.K. Dubey, der sich dank seines erfolgreichen Catering-Unternehmens in Neu-Delhi einen Namen gemacht hat, organisiert auch Aditis Hochzeit. Dort trifft er auf Alice, die Angestellte der Vermas, als sie gerade heimlich Aditis Hochzeitsschmuck anprobiert und verliebt sich Hals über Kopf in sie.
Aditis Cousine Ayesha ist nicht ganz das, was Rahul, der von Sydney, wo er studiert, zur Hochzeit angereist ist, sich unter einer indischen Frau vorgestellt hat. Sexy und selbstbewusst bringt sie ihm einiges über das moderne Indien bei.
Ria, ebenfalls eine unverheiratete Cousine Aditis, ist Schriftstellerin und beobachtet das hochzeitliche Treiben distanzierter. Doch sie trägt ein dunkles Geheimnis mit sich herum, das sie schließlich enthüllt.
So spitzt sich die Situation bis zum Hochzeitstag zu, an dem dann endlich der befreiende Monsun beginnt, der die erhitzten Gemüter abkühlt und den Familienfrieden wieder herstellt.

## Produktion
Die in den USA lebende Inderin Mira Nair drehte einen Film über eine Punjabi-Familie im modernen Indien, bestehend aus Verwandten, die in den USA leben und solchen aus Indien. Der in den USA produzierte und in Indien gedrehte Film enthält Bollywood-typische Elemente wie Tanz und Musik.
Die Dreharbeiten, für die nur 30 Tage anberaumt waren, gestalteten sich schwierig, nicht nur wegen Temperaturen bis zu 43 °C in Neu-Delhi, und konnten nur durch die Mithilfe der gesamten Familie Nair rechtzeitig beendet werden.
Monsoon Wedding zeigt das Leben einer indischen Familie zwischen Vergangenheit und Zukunft, zu dem Traditionen wie eine (arrangierte) Hochzeit, aber auch das Leben im Ausland und die moderne Designerkultur gehören.
Östliche und westliche Lebensmodelle haben sich im Leben der Familie Verma beinahe völlig harmonisch vermischt, so wie auch der Wechsel zwischen Englisch und Hindi, zwischen Ghazals traditionellen indischen Liebesliedern und westlichem Pop, fließend sind.
In Monsoon Wedding werden besonders die Gegensätze der indischen Gesellschaft deutlich; nicht zuletzt durch die Wahl der Drehorte in Neu-Delhi, wo das Neue neben dem Alten, der Osten neben dem Westen und Arm neben Reich existiert.

## Filmmusik
Der Soundtrack besteht aus dem Originalscore von Mychael Danna und sieben weiteren Stücken diverser Künstler sowie zwei Remixes von Fuse Box.
1. Feels Like Rain
2. Aaj Mera Jee Kardaa (Today My Heart Desires)
3. Baraat
4. Aaj Mausam Bada Beimann Hai (Today The Weather Plays)
5. Your Good Name
6. Delhi.com
7. Fuse Box
8. Mehndi / Madhorama Pencha
9. Banished
10. Good Indian Girls
11. Aaja Savariya
12. Allah Hoo
13. Hold Me, I’m Falling
14. Love And Marigolds
15. Chunari Chunari
16. Aaja Nachle (Come On Dance!)
17. Aaj Mera Jee Kardaa
18. Fuse Box
19. Fuse Box II

## Kritiken
„Heiterer Familienfilm mit ernsten Untertönen, in dem es um den Konflikt zwischen Tradition und Moderne innerhalb des indischen Mittelstandes geht, aber auch um Erziehung und Inzest. Geschickt werden die vielen Figuren zum Leben erweckt, die Episoden aneinander geknüpft und mit Musik und Tanz angereichert.“

## Auszeichnungen
Mira Nair erhielt anlässlich der Filmfestspiele von Venedig 2001 den Goldenen Löwen.
Außerdem war er in der Kategorie Bester fremdsprachiger Film 2002 für den Golden Globe Award nominiert, konnte sich aber nicht gegen No Man’s Land von Danis Tanović durchsetzen.